# Cementerio del Alto de las Cruces
El Cementerio del Alto de las Cruces (en portugués: Cemitério do Alto das Cruzes) es un espacio para realizar sepulturas que está localizado en la capital del país africano de Angola, la ciudad de Luanda, en la zona alta de la ciudad, más concretamente en Miramar. Es uno de los famosos Cementerios locales, donde han sido enterradas personas de gran importancia para esa nación.